# Mes Aynak

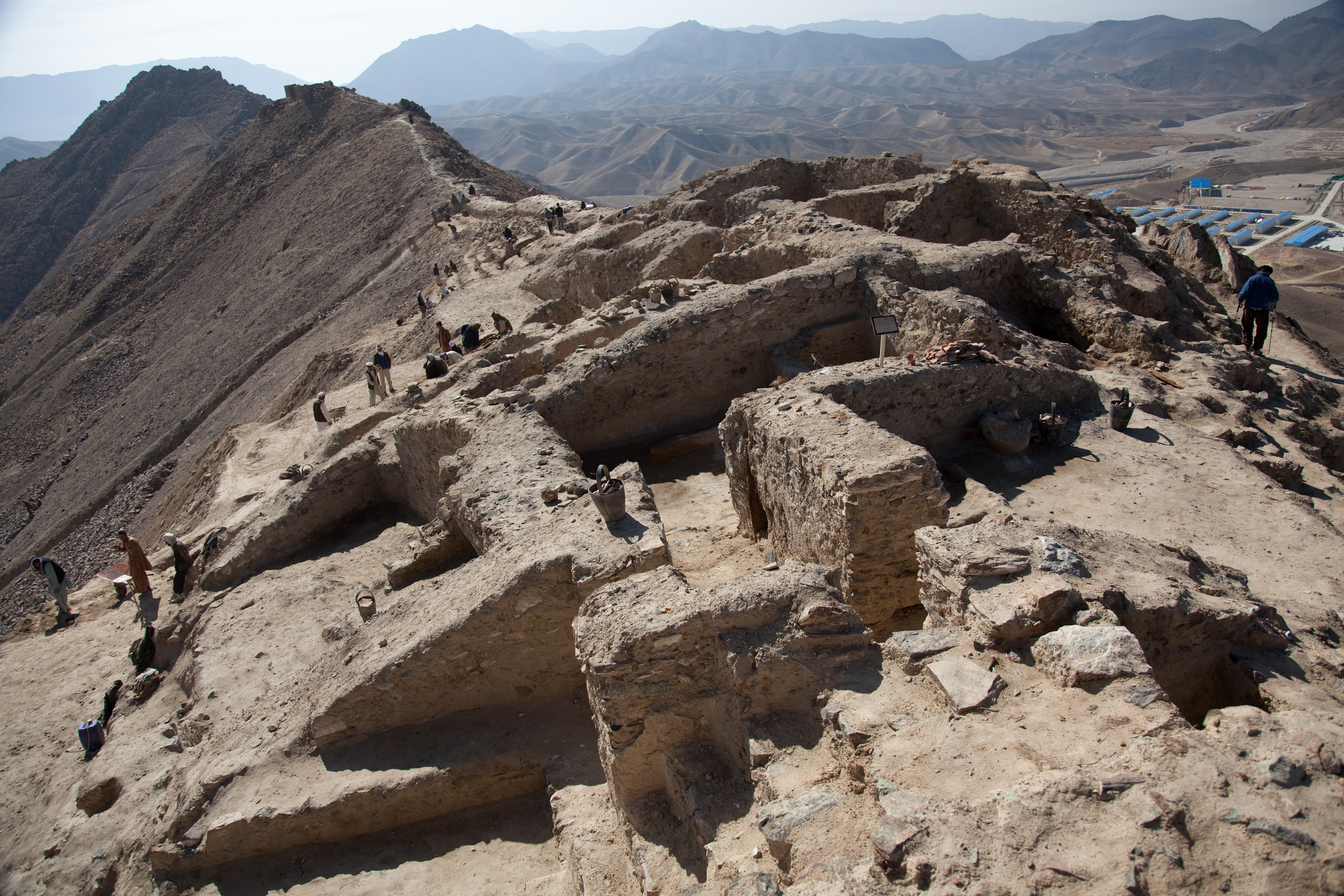
Parte de las excavaciones que se están realizando en Mes Aynak.

Mes Aynak es una región árida provincia de Lawgar, a unos 40 kilómetros al sur de Kabul (Afganistán), en plena Ruta de la Seda. La zona es muy rica en minerales y posee uno de los yacimientos arqueológicos más grandes e importantes de Afganistán, principalmente, en relación con el pasado budista del país. En la década de los 90, albergó uno de los campos de entrenamiento más importantes de Al-Qaeda.

## Campo de entrenamiento
El campamento fue abierto en 1999 dentro de una mina de cobre rusa abandonada, justo después de que el ejército norteamericano destruyera otro que tenían cerca de Khost un año antes, convirtiéndose en el único campamento en activo hasta que los talibanes concedieron el permiso para la construcción del campamento Al Farouq, cerca de Kandahar. Uno de los instructores fue Saif al-Adel, uno de los altos cargos de Al-Qaeda y experto en explosivos. Según la Comisión del 11-S, de ese campo de entrenamiento salió Ibrahim al Thawar que colaboró en el atentado contra el USS Cole.

## Yacimiento arqueológico

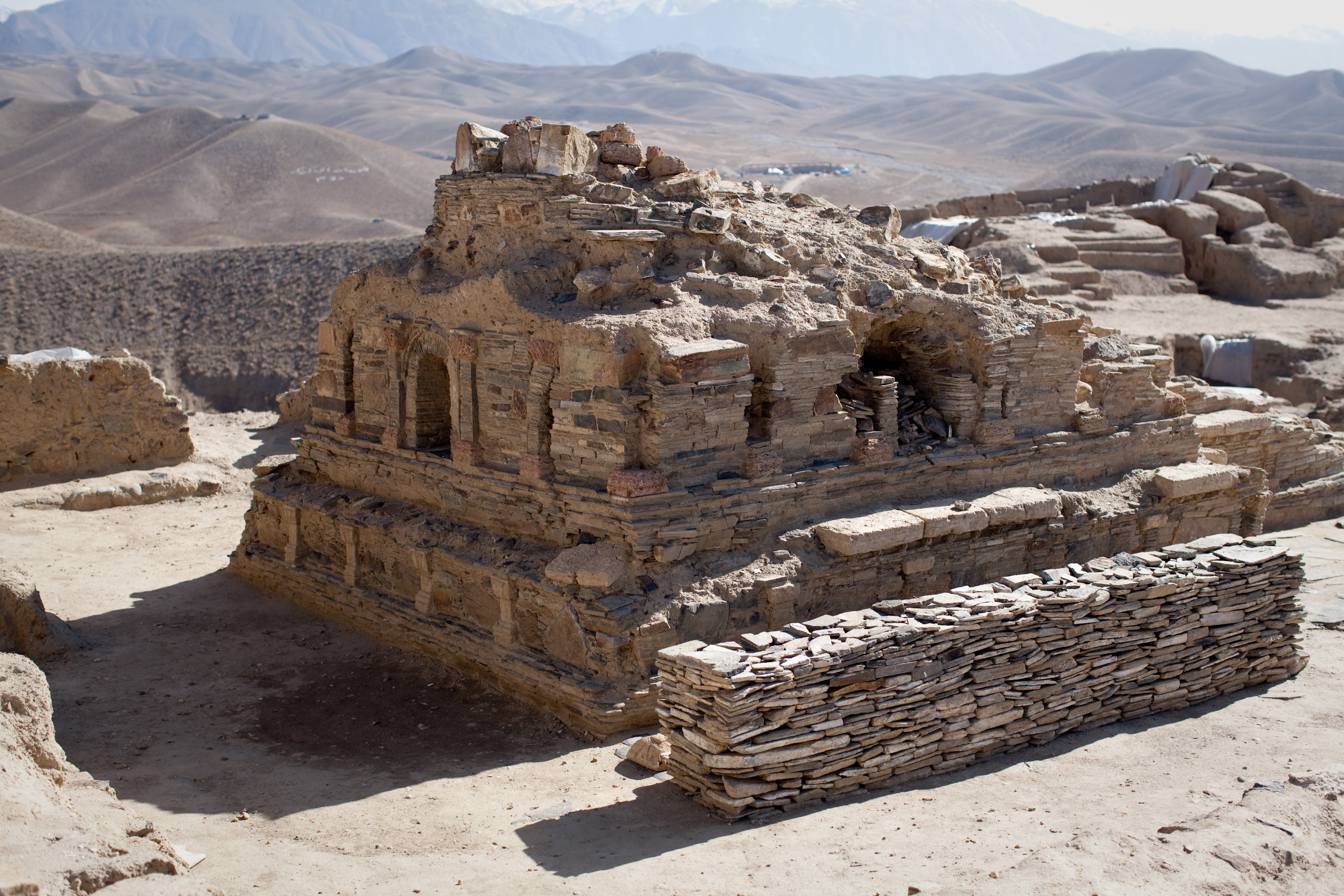
Una estupa budista excavada en el yacimiento.

El sitio empezó a ser estudiado y excavado por la Delegación Arqueológica Francesa en Afganistán (DAFA) junto con científicos afganos en 2010, encontrando un complejo monástico con capilla abovedada, habitáculos de los monjes, además de otras piezas que en conjunto, datan de entre los siglos I al V. También se han hallado pinturas murales con colores bastante bien conservados, una gran cantidad de esculturas, incluyendo un buda durmiente, monedas, piezas de vidrio así como herramientas para hacerlas. Por otro lado, los arqueólogos descubrieron manuscritos que puede proporcionar evidencia sobre la presencia de las tropas de Alejandro Magno.
Entre mayo de 2010 y julio de 2011, los arqueólogos lograron rescatar unos 400 artículos a contrarreloj debido al contrato que el gobierno afgano firmó con una empresa china que prevé la destrucción de gran parte del patrimonio para poder realizar sus excavaciones. Las labores de los arqueólogos se centran en salvar tantas piezas como puedas, puesto que un traslado al por mayor no es posible debido a la gran fragilidad de la mayor parte de elementos, al estar hechos con adobe y esquisto.
La extensa área del yacimiento cubre aproximadamente 400.000 metros cuadrados, abarcando varios monasterios y varias zonas residenciales. Según los restos que se es están encontrando, parece que los budistas comenzaron a establecerse en esa zona hace casi dos mil años, se sintieron atraídos por la gran disponibilidad de cobre que ofrecía la zona. Según los estudios de la DAFA, la fundición construida por los budistas pudo haber cesado debido a la desforestación, hecho que hizo inviable la continuidad de la misma con los medios que disponían.

## Mina de cobre
Según los expertos, se calcula que debajo del yacimiento arqueológico unos 13 millones de toneladas de cobre, convirtiéndose en el segundo mayor depósito de ese material aún por explotar en el país.
Dicho tesoro mineral, ha hecho que sea el objetivo de la empresa China Metallurgical Group Corporation a pesar de que para lograr la extracción de los materiales, tendrían que destruir gran parte del patrimonio histórico de Afganistán. La operación se enmarca dentro del contexto de un Afganistán necesitado de inversiones extranjeras tras años de conflictos bélicos y con una China que ve ese proyecto como pieza clave para futuras inversiones en el país al tratarse de $2.2 mil millones, una de las mayores inversiones extranjeras para el país, además de garantizar puestos de trabajos para el pueblo afgano y unos ingresos anuales estimados para el país que rondan los 400 millones de dólares por la extracción de unas 200.000 toneladas de cobre al año.
Tras la presión internacional y la comparación con el destrucción de los Budas de Bāmiyān por parte de los talibanes con Mes Aynak, el gobierno permitió un plan de arqueología de rescate mínimo con fecha de caducidad al cabo de 3 años, momento en el cual la empresa china podrá empezar a construir sus instalaciones, a pesar de las denuncias por parte de los arqueólogos que no ven posible poder salvar todo lo que contiene el yacimiento en tan poco tiempo. El equipo se salvación del patrimonio está formado por cerca de 1000 trabajadores.
El contrato del gobierno afgano con China Metallurgical Group Corporation fue firmado en 2007 y entraré en vigor a partir de 2013, concediéndoles el permiso para explotar los recursos durante un período de 30 años. El proyecto se basa en la excavación de una enorme mina a cielo abierto que ocupará gran parte donde están ubicados muchos de los vestigios de Mes Aynak.